# Mimetes fimbriifolius
Mimetes fimbriifolius  (лат.) — вид растений рода Mimetes семейства Протейные. Плотное разветвлённое дерево с округлой кроной высотой до 4 м. Цветёт круглый год и даёт красные и желтые ветви и соцветия. Цветы богаты нактаром, опыляются птицами. Плоды после созревания падают на землю, где их собирают муравьи и относят в свои подземные гнезда. Эндемик финбоша Капской области Южной Африки, где он растёт на гряде Столовых гор близ Кейптауна. 

## Ареал, местообитание и экология

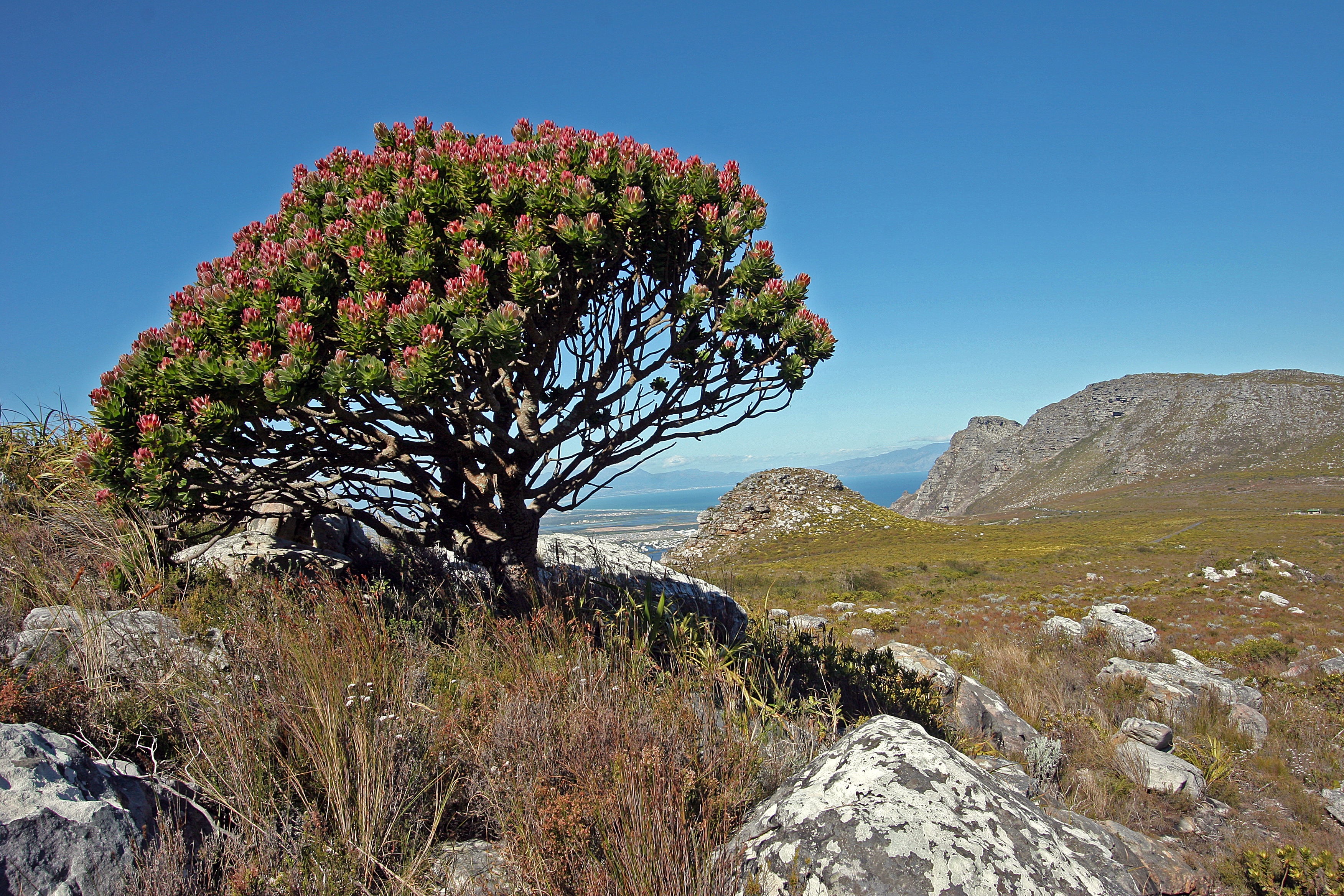
Mimetes fimbriifolius в заповеднике Сильвермайн (парк Столовых гор).

M. fimbriifolius является эндемичным видом Капского полуострова от Кейп-Пойнта до Столовых гор на севере. В основном произрастает на высоте более 300 м по северному периметру, но встречается вплоть до уровня моря на юге. Предпочитает скалистые склоны. Самые крупные и хорошо сформированные экземпляры растут на скалистых обнажениях, защищённых от лесных пожаров, которые часто происходит в финбоше. Крупные экземпляры были распространены на Столовой горе, но в результате вырубки и распространения инвазивных растений они исчезли из большей части своего прежнего ареала.
M. fimbriifolius является самым крупным и высоким из всех видов рода. Кора — огнестойкая, что позволяет виду пережить сезонные пожары, которые естественным образом охватывают всю растительность финбоша.

## История изучения
Самая первая ссылка на этот вид была сделана  нидерландским врачом, ботаником и химиком Германом Бургаве, который описал растение в 1720 году как «дерево с плодами под листьями, листья шерстистые, кончики с тремя зубцами, красные, как соцветие». В 1792 году его снова описал французский естествоиспытатель Жан-Батист Ламарк, который назвал его Protea cucullata β. Ричард Энтони Солсбери в книге Джозефа Найта «On the cultivation of the plants belonging to the natural order of Proteeae», опубликованной в 1809 году, описал этот вид и дал ему первое правильное биноминальное название Mimetes fimbriifolius. В 1810 году Роберт Броун дал этому виду название M. hartogii. В 1912 году Эдвин Перси Филлипс перевёл вид в разновидность M. cucullatus и назвал M. cucullatus var. hartogii. В 1984 году Джон Патрик Рурк режил, что эти растения являются одном видом и должны рассматриваться как синонимы Mimetes fimbriifolius.
Название вида fimbriifolius состоит из лат. fimbria («край») and лат. folium («лист»), т.е. «листья с бахромой».